# Avril 14th
Avril 14th est une composition musicale de Richard D. James, publiée sous son pseudonyme d'Aphex Twin sur son album Drukqs en 2001. Il s'agit d'un instrumental enregistré sur un Disklavier, un piano contrôlé par ordinateur.

## Composition

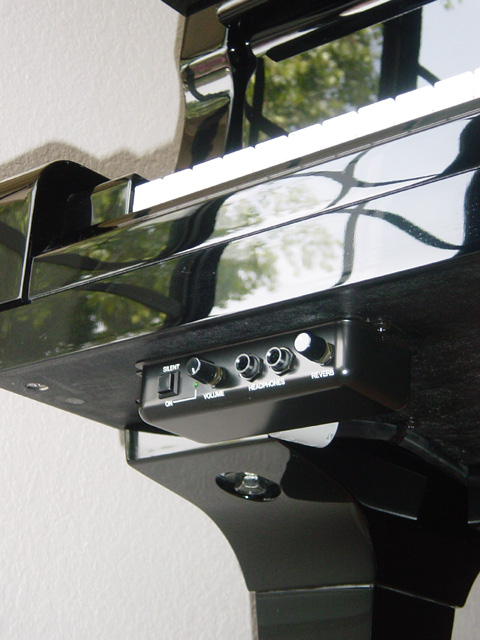
Un Disklavier.

Tandis que la plupart des compositions de Richard D. James sont électroniques, Avril 14th est une composition pour piano. Elle a été enregistrée à l'aide d'un Disklavier, un piano doté d'un mécanisme lisant des données MIDI et activant le clavier sans intervention humaine ; le cliquetis du mécanisme est d'ailleurs audible sur l'enregistrement.

## Utilisation
Avril 14th est présente dans la bande originale de plusieurs films, dont Marie-Antoinette (2006), We Are Four Lions (2010) et Her (2013). Pour We Are Four Lions, James réenregistre la piste avec un légère modification.

## Autres versions
Le 4 décembre 2018, Aphex Twin publie deux nouvelles versions de Avril 14th sur sa boutique en ligne, sous-titrées « reversed music not audio » et « half speed alternative version". Une troisième version, sous-titrée « doubletempo half speed » est également mise en ligne avant d'être rapidement retirée de la boutique la même journée,.
L'orchestre de chambre américain Alarm Will Sound (en) inclut une performance de Avril 14th sur l'album Acoustica: Alarm Will Sound Performs Aphex Twin (2005).
L'artiste mexicain Murcof et la pianiste française Vanessa Wagner en enregistrent une version pour leur album Statea, paru en 2016. Deux versions additionnelles sont incluses sur EP.03 (2017), dont un remix par Loscil (en).
Le rappeur américain Kanye West utilise des éléments de Avril 14th sur Blame Game (en), parue en 2010. Selon James, après avoir reçu une version de travail de Blame Game comportant un sample de Avril 14th fortement allongé, il proposa de réenregistrer le morceau sur un tempo différent ; l'équipe de West aurait répondu « Ce n'est plus à vous mais à nous, et on ne vous demande rien de plus » et aurait tenté d'éviter de payer pour l'utilisation du sample. La version finale de Blame Game comporte une version réinterprétée de Avril 14th à la place d'un sample et James est crédité.